# Cinder Cone National Monument
Cinder Cone National Monument – nieistniejący obecnie pomnik narodowy w Stanach Zjednoczonych, w stanie Kalifornia. Pomnik został ustanowiony 6 maja 1907 roku decyzją prezydenta Stanów Zjednoczonych Theodore'a Roosevelta. Kongres Stanów Zjednoczonych połączył go 9 sierpnia 1916 roku z pomnikiem narodowym Lassen Peak National Monument i utworzył w ten sposób istniejący współcześnie Park Narodowy Lassen Volcanic.